# Federico Cesi (scienziato)
Federico Cesi, II duca di Acquasparta, II principe di Sant'Angelo e San Polo, II marchese di Monticelli (Roma, 26 febbraio 1585 – Acquasparta, 1º agosto 1630), è stato un nobile, scienziato e naturalista italiano, fondatore dell'Accademia dei Lincei.

## Biografia

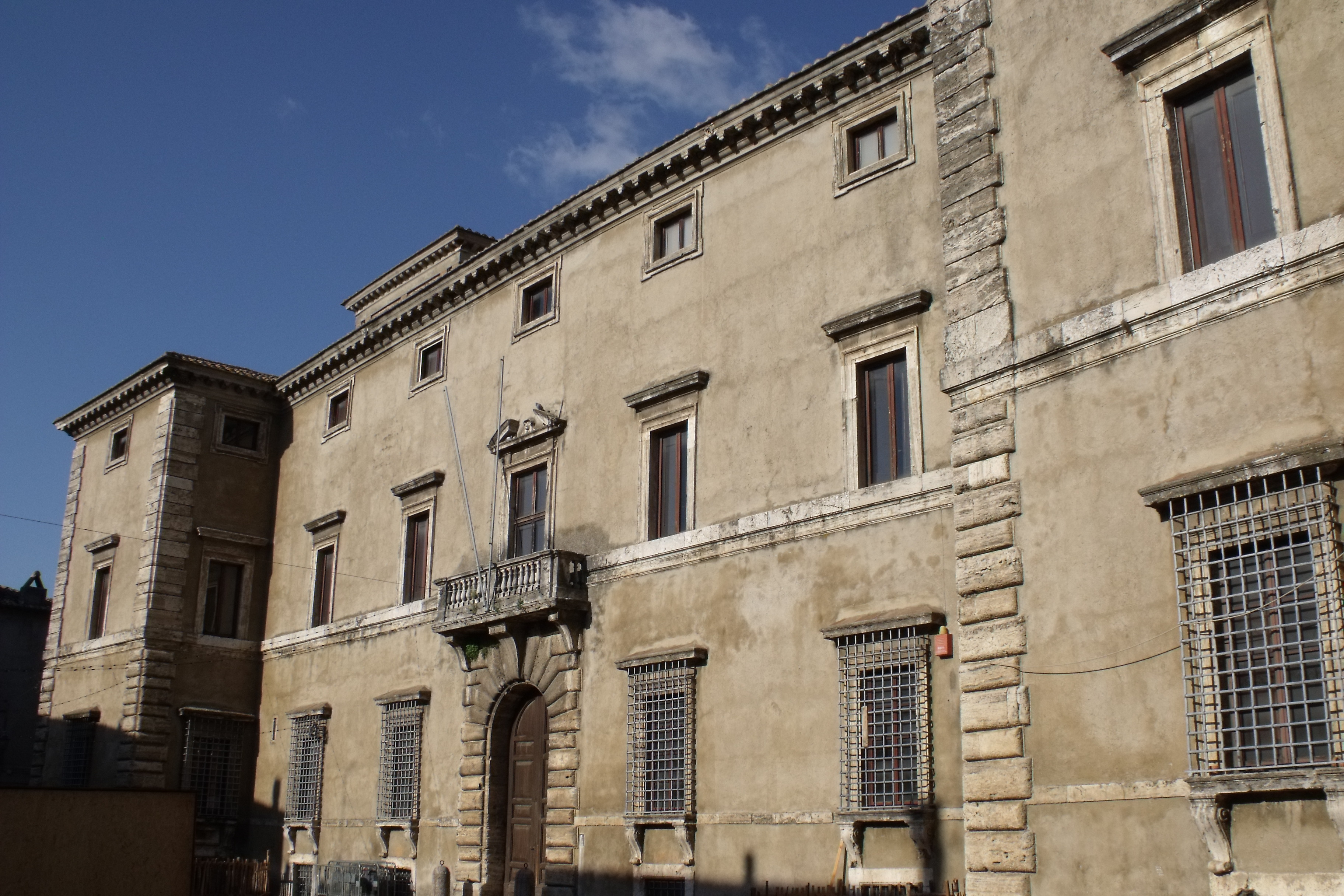
Acquasparta: palazzo dei duchi Cesi

Appartenente ad una nobile famiglia umbro-romana che aveva annoverato tra i propri membri cinque cardinali e tre rami, di Bartolomeo, di Pierdonato e di Angelo, originari del piccolo borgo di Cesi (Terni). Il futuro scienziato fece parte di quest'ultimo e visse tra Roma (nacque nel palazzo Cesi-Gaddi, in via della Maschera d'oro, dove fonderà l'Accademia e creerà un ricco orto botanico) ed Acquasparta, dove trasformò, secondo le tendenze del tempo, l'assetto urbanistico del paese, soprattutto con la ristrutturazione e la decorazione interna del palazzo.

Tomba di Federico Cesi (Santa Cecilia, Acquasparta)

Federico manifestò giovanissimo un forte interesse per il rinnovamento della cultura tradizionale. Tale impegno lo espresse soprattutto nella fondazione e nel sostegno che prestò all'Accademia dei Lincei, da lui istituita nel 1603, con il medico e naturalista olandese Johannes van Heeck, con il matematico Francesco Stelluti, e con l'erudito Anastasio De Filiis. Dopo il 1609 aumentò il numero dei membri dell'Accademia nominando eminenti personalità straniere ed italiane come Galileo Galilei, (associato nel 1611) con cui ebbe rapporti particolarmente intensi, al quale prestò notevole sostegno soprattutto nello scontro dello scienziato pisano con le autorità ecclesiastiche, facendo leva anche sulla sua posizione influente nel patriziato romano.
Quale emblema dell'Accademia fu presa la Lince, «animale creduto di vista acutissima» e il motto identificativo «Sagacius ista (Questa vede più sagacemente). (...) I giovani presero a portare la figura del felino sul petto, pendente da una collana d'oro. Successivamente la Lince fu scolpita in uno smeraldo che si dette per anello agli Accademici, con l'obbligo di non separarsene mai, così come era fatto obbligo ad ognuno di aggiungere al proprio nome l'appellativo di Linceo».
Il Cesi si dedicò con profitto agli studi di botanica e naturalistici in genere, progettando anche una sua enciclopedia botanica, le Tabulae Phytosophicae. Nella ricerca botanica, in particolare, Federico e gli altri Lincei anticiparono di decenni la metodologia scientifica comparativa della moderna morfologia vegetale. Nella ricerca botanica dei primi Lincei acquistano un'importanza metodologica fondamentale le campagne di osservazione e raccolta e l'uso del microscopio galileiano. Teatro delle campagne botaniche di Cesi e dei primi Lincei sono i Monti Lucretili, infeudati alla famiglia Cesi insieme all'abitato di San Polo (oggi San Polo dei Cavalieri), e in particolare il Pratone di Monte Gennaro, conseguentemente ribattezzato "Anfiteatro Linceo".
Notevole è anche il suo scritto Indicatio sulla opportunità di procedere a una radicale riforma del sapere. Nel 1618 si ritirò ad Acquasparta fino alla morte, sopraggiunta improvvisamente, che portò alla dissoluzione dell'Accademia e lasciò Galileo solo di fronte alle sovrastanti forze dei suoi avversari.
Si deve al Cesi la denominazione di telescopio per lo strumento messo a punto da Galileo. Più tardi (1624), Cesi approverà la denominazione di microscopio escogitata dal Faber per l'occhialino inventato da Galileo. Lo si ricorda anche per la sua opera principale che fu Theatrum totius naturae, che comunque rimase incompleta.
Federico il Linceo, morì, dunque, nel palazzo che aveva fatto degnamente restaurare, all'età di 45 anni, per febbri acute, il I agosto 1630 e fu tumulato nella chiesa acquaspartana di Santa Cecilia, nella cappella gentilizia fatta realizzare dalla seconda moglie Isabella.
Non avendo avuto prole maschile (i due bambini battezzati con lo stesso suo nome morirono subito dopo la nascita) subentrò nei feudi il fratello Giovanni Federico e così fino all'ultimo della stirpe, Federico V di Rignano (1771-1799).

## Famiglia e discendenza
Sposò in prime nozze il 14 maggio 1614 Artemisia Colonna, figlia di Francesco Colonna, principe di Palestrina, e di Ersilia Sforza. Artemisia morì il 1º novembre 1615, per i postumi dell'aborto o parto prematuro di due gemelli avvenuto nel dicembre 1614.
Il 29 gennaio 1617 sposò in seconde nozze Isabella Salviati (?-29 giugno 1642), figlia di Lorenzo Salviati, marchese di Giuliano, e di Maddalena Strozzi, dalla quale ebbe cinque figli:
- Olimpia (22 aprile 1618-?), sposata in prime nozze il 3 settembre 1639 al marchese Ludovico Lante, e in seconde nozze nel 1642 a Paolo Sforza, marchese di Proceno;
- Teresa (20 luglio 1619-?), prese i voti fra le Carmelitane scalze del monastero di S. Teresa in Quirinale;
- Firmina (23 luglio 1620-?), morta in tenera età;
- Federico (29-31 maggio 1623);
- Federico (7-10 gennaio 1626)

## Ascendenza
|                                        |                                      | | Genitori                                                                                               |  |  | Nonni |  |  | Bisnonni         |  |  | Trisnonni   |  |
|                                        |                                      | | |  |  |       |  |  | Giangiacomo Cesi |  |  | Angelo Cesi |  |
|                                        |                                      | | |  |  |       |  |  | Giangiacomo Cesi |  |  | Angelo Cesi |  |
|                                        |                                      | Francesca Cardoli                                                                                          | |  |  |       |  |  | Giangiacomo Cesi |  |  |             |  |
| Angelo Cesi, signore di Monticelli     |                                      | | |  |  |       |  |  | Giangiacomo Cesi |  |  |             |  |
|                                        |                                      | Isabella Liviana d'Alviano                                                                                 | Bartolomeo d'Alviano                                                                                   |  |  |       |  |  |                  |  |  |             |  |
|                                        |                                      | Isabella Liviana d'Alviano                                                                                 | Bartolomeo d'Alviano                                                                                   |  |  |       |  |  |                  |  |  |             |  |
|                                        |                                      | Isabella Liviana d'Alviano                                                                                 | Pentesilea Baglioni                                                                                    |  |  |       |  |  |                  |  |  |             |  |
| Federico Cesi, I duca d'Acquasparta    |                                      | Isabella Liviana d'Alviano                                                                                 | |  |  |       |  |  |                  |  |  |             |  |
|                                        |                                      | Bonifacio Caetani, IV duca di Sermoneta                                                                    | Camillo Caetani dell'Aquila, III duca di Sermoneta                                                     |  |  |       |  |  |                  |  |  |             |  |
|                                        |                                      | Bonifacio Caetani, IV duca di Sermoneta                                                                    | Camillo Caetani dell'Aquila, III duca di Sermoneta                                                     |  |  |       |  |  |                  |  |  |             |  |
|                                        |                                      | Bonifacio Caetani, IV duca di Sermoneta                                                                    | Beatrice Caetani dell'Aquila d'Aragona                                                                 |  |  |       |  |  |                  |  |  |             |  |
| Beatrice Caetani dell'Aquila           |                                      | Bonifacio Caetani, IV duca di Sermoneta                                                                    | |  |  |       |  |  |                  |  |  |             |  |
|                                        |                                      | Caterina Pio di Savoia                                                                                     | Alberto III Pio di Savoia, conte di Carpi                                                              |  |  |       |  |  |                  |  |  |             |  |
|                                        |                                      | Caterina Pio di Savoia                                                                                     | Alberto III Pio di Savoia, conte di Carpi                                                              |  |  |       |  |  |                  |  |  |             |  |
|                                        |                                      | Caterina Pio di Savoia                                                                                     | Cecilia Orsini                                                                                         |  |  |       |  |  |                  |  |  |             |  |
| Federico Cesi, II duca d'Acquasparta   |                                      | Caterina Pio di Savoia                                                                                     | |  |  |       |  |  |                  |  |  |             |  |
|                                        | Camillo Orsini, signore di Lamentana | Paolo Orsini, marchese di Atripalda                                                                        | |  |  |       |  |  |                  |  |  |             |  |
|                                        | Camillo Orsini, signore di Lamentana | Paolo Orsini, marchese di Atripalda                                                                        | |  |  |       |  |  |                  |  |  |             |  |
|                                        | Camillo Orsini, signore di Lamentana | Giulia Santacroce                                                                                          | |  |  |       |  |  |                  |  |  |             |  |
| Giovanni Orsini, marchese di Lamentana | Camillo Orsini, signore di Lamentana | | |  |  |       |  |  |                  |  |  |             |  |
|                                        |                                      | Elisabetta Baglioni                                                                                        | Giampaolo Baglioni, conte di Bettona                                                                   |  |  |       |  |  |                  |  |  |             |  |
|                                        |                                      | Elisabetta Baglioni                                                                                        | Giampaolo Baglioni, conte di Bettona                                                                   |  |  |       |  |  |                  |  |  |             |  |
|                                        |                                      | Elisabetta Baglioni                                                                                        | Ippolita Conti                                                                                         |  |  |       |  |  |                  |  |  |             |  |
| Olimpia Orsini                         |                                      | Elisabetta Baglioni                                                                                        | |  |  |       |  |  |                  |  |  |             |  |
|                                        |                                      | Giampaolo dell'Anguillara, signore di Ceri, Vico, Caprarola, Capranica, Vetralla, Carbognano e Ronciglione | Renzo dell'Anguillara, signore di Ceri, Vico, Caprarola, Capranica, Vetralla, Carbognano e Ronciglione |  |  |       |  |  |                  |  |  |             |  |
|                                        |                                      | Giampaolo dell'Anguillara, signore di Ceri, Vico, Caprarola, Capranica, Vetralla, Carbognano e Ronciglione | Renzo dell'Anguillara, signore di Ceri, Vico, Caprarola, Capranica, Vetralla, Carbognano e Ronciglione |  |  |       |  |  |                  |  |  |             |  |
|                                        |                                      | Giampaolo dell'Anguillara, signore di Ceri, Vico, Caprarola, Capranica, Vetralla, Carbognano e Ronciglione | Lucrezia Orsini                                                                                        |  |  |       |  |  |                  |  |  |             |  |
| Porzia dell'Anguillara                 |                                      | Giampaolo dell'Anguillara, signore di Ceri, Vico, Caprarola, Capranica, Vetralla, Carbognano e Ronciglione | |  |  |       |  |  |                  |  |  |             |  |
|                                        |                                      | Margherita Orsini                                                                                          | Gentile Virginio Orsini, conte dell'Anguillara                                                         |  |  |       |  |  |                  |  |  |             |  |
|                                        |                                      | Margherita Orsini                                                                                          | Gentile Virginio Orsini, conte dell'Anguillara                                                         |  |  |       |  |  |                  |  |  |             |  |
|                                        |                                      | Margherita Orsini                                                                                          | Giustiniana Orsini                                                                                     |  |  |       |  |  |                  |  |  |             |  |
|                                        |                                      | Margherita Orsini                                                                                          | |  |  |       |  |  |                  |  |  |             |  |